# ウィリアム・エイモス
ウィリアム・エイモス（フランス語: William Amos、英語: William Amos、1974年12月4日 - ）は、カナダの弁護士、政治家。学位はMaster of Political Science（ブリティッシュコロンビア大学）。庶民院議員（2期）、イノベーション・科学・工業大臣政務官。
加欧議会同盟執行委員会委員、アメリカ大陸議会同盟カナダ支部顧問などを歴任した。

## 概要
オンタリオ州出身の政治家である。マックマスター大学やブリティッシュコロンビア大学などで学び、弁護士の資格を取得した。長年にわたって、環境問題に関するコンサルティングを手掛けてきた。2015年の庶民院議員総選挙にて当選し、政界入りを果たした。ジャスティン・トルドー内閣にてイノベーション・科学・工業大臣政務官に起用されたが、議会のオンライン審議にて全裸になったり放尿したりと騒動を繰り返している。

## 来歴

### 生い立ち
1974年12月4日、オンタリオ州オタワ市にて生まれた。オンタリオ州ハミルトン市に所在するマックマスター大学に進学し、Bachelor of Arts and Scienceの学位を取得した。さらに、ブリティッシュコロンビア州に所在するブリティッシュコロンビア大学の大学院に進学して政治学を学び、Master of Political Scienceの学位を取得した。その後、ケベック州に所在するマギル大学にて学んだ。

### 弁護士として
ケベック州とオンタリオ州において弁護士資格を取得した。また、環境問題に関するコンサルタントしても活動しており、環境問題にまつわる訴訟を手掛けていた。さらに、オタワ大学で教鞭を執り、後進の育成にも努めた。

### 政治家として
2015年の庶民院議員総選挙にて、カナダ自由党に擁立されポンティアック選挙区から立候補した。初当選を果たし、同年10月19日に庶民院議員に就任した。なお、この選挙にてカナダ自由党は政権を奪還し、ジャスティン・トルドー内閣が発足した。2017年2月7日、加欧議会同盟の執行委員会の委員に就任した。翌年2月6日まで委員を務めた。また、2017年3月7日、アメリカ大陸議会同盟のカナダ支部の顧問に就任した。翌年2月13日まで顧問を務めた。
2019年の庶民院議員総選挙では、再びカナダ自由党からポンティアック選挙区にて立候補した。再選を果たし、同年10月21日に庶民院議員に就任した。2019年12月、ジャスティン・トルドー内閣においてイノベーション・科学・工業大臣政務官に起用された。

## 不祥事
議会のオンライン審議に全裸で参加
2021年4月14日、庶民院のオンライン審議にて全裸でカメラに映り込む椿事を起こし、謝罪する事態となった。
ブロック・ケベコワに所属する庶民院議員のクロード・ドベルフィーユは、エイモスが全裸であることに気づき「質問時間中に不適切な服装でいるのが見えた。つまり服を着ていない状態だ。思い出してもらいたいが議員は、とりわけ男性の議員はスーツとネクタイが適切な服装だ」と指摘した。これを受け、庶民院議長のアンソニー・ロタは「私は見逃した」と述べ、ドベルフィーユの観察力の鋭さに謝意を表明した。なお、庶民院規則には衣服着用を義務づける規定があるため、もし議員が発言していればそれに抵触する可能性があった。
このオンライン審議は非公開で行われていたため、一般の国民の目には触れなかった。ところが、ブロック・ケベコワに所属する庶民院議員のセバスチャン・ルミールがこの様子をスクリーンショットで保存しており、それがインターネット上に流出してしまった。瞬く間に拡散され騒動となったため、エイモスは、ジョギングを終えて着替えているときに偶然映り込んでしまったと釈明し、ツイッター上で謝罪した。また、スクリーンショットを撮影していたルミールも謝罪した。広がる騒動に対して、庶民院議長のロタは嘆かわしいと嘆息しつつ、このオンライン審議の撮影は禁止されているとして注意した。
議会のオンライン審議にて放尿
2021年5月26日、庶民院のオンライン審議にて排尿する椿事を起こし、謝罪する事態となった。
エイモスはオンライン審議中にコーヒーカップに陰茎を差し入れ、カメラに映っているとは気づかずに放尿していた。しかし、この失態が報道されてしまったため、ツイッター上で謝罪した。この責任を取り、庶民院における職務から一時的に離れると表明したが、議員辞職はしないと述べている。

## 人物
言語
カナダの首都であるオンタリオ州オタワ市出身であるが、選挙区はケベック州ウタウエ地域のポンティアック郡一帯である。カナダのほとんどの州は英語を公用語としているが、ケベック州だけはフランス語を公用語としている。エイモスは英語とフランス語の双方を話せる。
氏名
庶民院のウェブサイトでは氏名を「William Amos」と表記しており、議会図書館でも「William Amos」と表記している。名については、日本語では「ウィリアム」と表記されるが、略して「ウィル」と表記される場合もある。

## 略歴
- 1974年 - オンタリオ州オタワ市にて誕生[1]。
- 2015年 - 庶民院議員総選挙当選[3]。
- 2017年 - 加欧議会同盟執行委員会委員[9]。
- 2017年 - アメリカ大陸議会同盟カナダ支部顧問[9]。
- 2019年 - 庶民院議員総選挙当選[3]。
- 2019年 - イノベーション・科学・工業大臣政務官（ジャスティン・トルドー内閣）。

### 註釈
1. ↑  カナダの立法府は二院制を採っており、元老院と庶民院により構成される。庶民院は下院に該当する。

## 外部サイト
- William Amos - 公式ウェブサイト
- William Amos - Pontiac (willamoscanada) - Facebook
- William Amos (@WillAAmos) - X（旧Twitter）
- William Amos (@william_amos_pontiac) - Instagram
- Will Amos - YouTubeチャンネル